# Johann Stanislaus Kubary

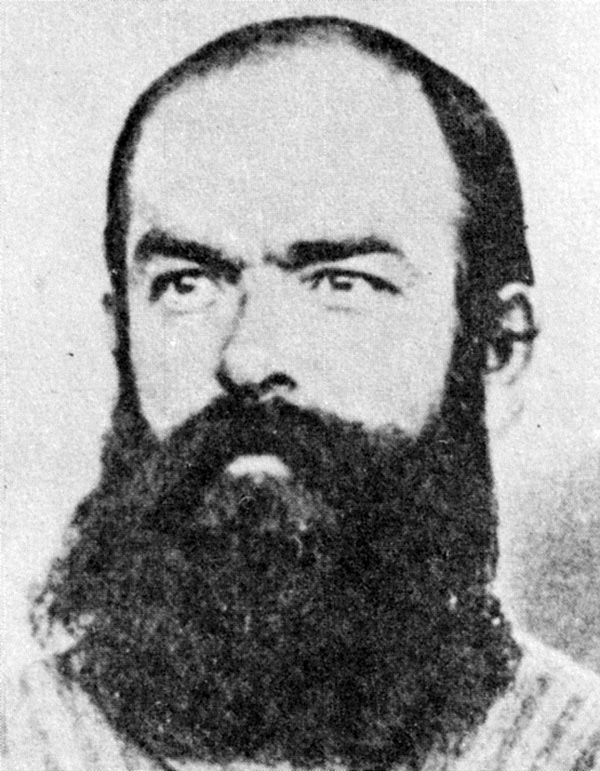
Johann Stanislaus Kubary

Johann Stanislaus Kubary (* 13. November 1846 in Warschau; † 9. Oktober 1896 auf Ponape), auch als Jan Kubary bekannt, war ein polnischer Ethnograph und Biologe, der hauptsächlich im Bereich der Karolinen tätig war.

## Leben
Johann Stanislaus Kubary wurde als Sohn der Berlinerin Berta Ischerow und eines ungarischen Vaters Stanislaw († 1852) geboren. Er hatte einen polnischen Stiefvater. Ab 1863 arbeitete er zunächst in der österreichischen Zivilverwaltung in Krakau. Als junger Medizinstudent nahm er am polnischen Januaraufstand 1863/64 gegen die russische Oberhoheit teil und floh infolgedessen 1866 zu Verwandten nach Berlin.
Vom Hamburger Handelshaus J. C. Godeffroy & Sohn erhielt er einen Fünfjahresvertrag, um für deren Museum Belegexemplare zu sammeln. Erstmals reiste er 1869 an Bord des Vollschiffes „Wandrahm“ in den Pazifik, wo er sich zunächst sechs Monate meist in Apia (Samoa) aufhielt. Dort hatte die Firma ihren pazifischen Hauptsitz. Er erlernte die dortige Sprache und Photographieren. Auf Reisen nach Fidschi und Tonga wurde sein Interesse an der Ornithologie geweckt. Später machte er die Karolinen zu seinem Hauptforschungsgebiet.
1870 besuchte er die Ellice-, Gilbert- und Marshallinseln. Er stellte eine Grammatik und ein Wörterbuch der Dialekte der Ebon-Inseln zusammen. Die folgenden vier Jahre verbrachte er mit Reisen nach Yap, Ponape, Palau und Melanesien. 1874 gingen die meisten der etwa 100 Kisten mit Ethnographica, die er an seine Auftraggeber gesandt hatte, mit dem Schiff Alfred unter. Im folgenden Jahr reiste er nach Deutschland und Warschau.
Nach seiner Vertragsverlängerung mit J. C. Godeffroy & Sohn um weitere fünf Jahre reiste er Ende 1874 mit vielfältiger Ausrüstung erneut in den Pazifik. Während eines zehntägigen Aufenthaltes im australischen Sydney ließ er sich dort Anfang 1875 einbürgern. Er ließ sich dann auf Ponape nieder. Nach der Zahlungseinstellung seines Auftraggebers im Dezember 1879 erhielt Kubarys kein Gehalt.
1882 arbeitete er kurzzeitig in Japan an den Museen von Yokohama und Tokio. Durch Unterstützung des Berliner Ethnographischen Vereines und der Universität Leiden konnte er seine Forschungen auf Ponape fortsetzen. Erneuter Geldmangel zwang ihn, auf den Kriegsschiffen Iltis und Albatros als Dolmetscher zu arbeiten.
1885 übernahm er als Verwalter die Plantage Matupit. In Konstantinhafen wurde er 1886 von der Neuguinea-Kompagnie als Stationsvorsteher angestellt (bis 1891 oder 1893). Während dieser Zeit sammelte er weiter, nun auch Schmetterlinge. Er unterstützte den kaiserlichen Kommissar Fritz Rose bei der Errichtung der Stationen Erima und Gorima. Am 8. Juli 1887 wurde er zum Standesbeamten gemacht. Im November desselben Jahres beteiligte er sich an einer Expedition in die Astrolabe-Ebene. Sein Vertrag wurde 1888 verlängert und Kubary erhielt die Ernennung zum Stationsvorsteher von Hatzfeldhafen. Als er ein Dorf hatte niederbrennen lassen, wurde er von einem Missionar beim Landeshauptmann Georg Schmiele angezeigt.
In Deutschland fand er keine neuen Geldgeber für weitere Forschungen. Er zog sich 1893 auf seine durch die Aufstände gegen die Spanier 1890 verwüstete Plantage Mpomp auf Ponape zurück und widmete sich deren Wiederaufbau.
Die Leiche Kubarys, der Alkoholiker war, wurde am 9. Oktober 1896 unter einem Baum seiner Plantage gefunden. Er hatte sich die Pulsadern geöffnet. Am 2. September 1905 wurde für ihn in Ponape ein 2,5 Meter hohes Denkmal enthüllt.

### Familie
Verheiratet war Kubary mit einer Frau von Ponape (geborene Yelliot), mit der er eine um 1881 geborene Tochter hatte. Die Frau war mit ihrem zweiten Mann am Aufstand von Ponape beteiligt, der am 17. Februar 1911 niedergeschlagen wurde. Dafür verbannte man sie wie viele nach Palau, ihr Mann wurde hingerichtet.

### Verdienste

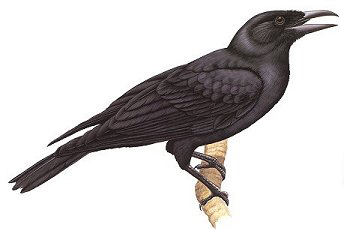
Corvus kubaryi die Guam- oder Marianenkrähe

Kubary entdeckte und beschrieb etliche Insekten und Vogelarten:
- Samoapfuhlhuhn, 1869: Gallinula pacifica auf Savaiʻi, heute ausgestorben[3]

Im Namen geehrt ist er durch:
- Guamkrähe: Corvus kubaryi
- Karolinentaube: Gallicolumba kubaryi
- Fuchsfächerschwanz Rhipidura kubaryi

Mount Kubari (5° 40' 0" S, 145° 49' 0" O) in Neuguinea ist nach ihm benannt.

## Veröffentlichungen
- Ethnographische Beiträge zur Kenntnis des Karolinen Archipels. Mit 55 Tafeln, Veröff. i. A. der Direktion des Kgl. Museums für Völkerkunde zu Berlin. Unter Mitw. von J. D. E. Schmeltz. Verlag von P. W. M. Trap (Commission: C. F. Winter’sche Verlagshandlung in Leipzig), Leiden 1895 (archive.org)
- Rudolph Krause: Ein Beitrag zur Kenntnis der Ruk-Inseln. Nach den Berichten von J. Kubary. In: Mitteilungen der Geographischen Gesellschaft in Hamburg, 1887–88, L. Friederichsen & Co., Hamburg, S. 53–63, (n66 – Internet Archive)
- Das Tätowiren in Mikronesien, speciell auf den Carolinen. In: Wilhelm Joest: Tätowiren, Narbenzeichnen und Körperbemalen. Ein Beitrag zur vergleichenden Ethnologie. A. Asher & Co., Berlin 1887, S. 74–98. (urn:nbn:de:gbv:32-1-10014595325)
- Die Bewohner der Mortlock-Inseln (Karolinen; nördlicher Großer Ocean), Geographische Gesellschaft (Hamburg), 76 Seiten, Hamburg, 1878. (Separat-Abdruck aus den Mittheilungen der Geographischen Gesellschaft. in Hamburg 1878–1879).
- Die Palau-Inseln in der Südsee. In: Journal des Museum Godeffroy. Band 1, Heft 4. L. Friederichsen & Co., Hamburg Oktober 1873, S. 177–238 (1–62) (biodiversitylibrary.org).
- Die Ruinen von Nanmatal auf der Insel Ponopé (Asencion). Nach J. Kubary's brieflichen Mittheilungen. In: Journal des Museum Godeffroy. Band 3, Nr. 6. L. Friederichsen & Co., Hamburg 1902, S. 123–131 (digitale-sammlungen.de).